# Kappabashi-dori

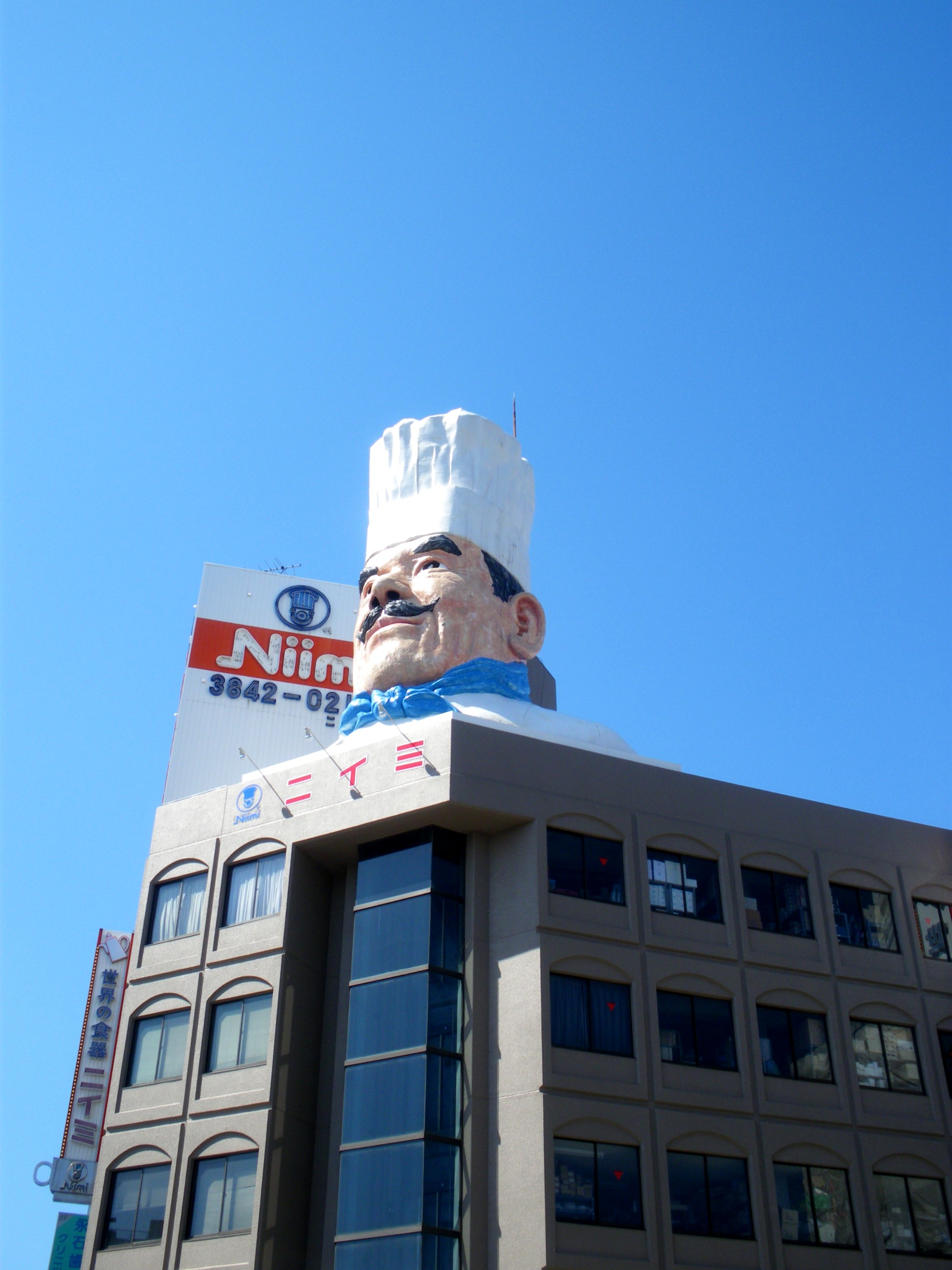
Un chef gigante marca la entrada al extremo sur de Kappabashi-dori.

Kappabashi-dori, también conocida simplemente como Kappabashi (合羽橋?), es una calle de Tokio ubicada entre los distritos de Ueno y Asakusa, famosa por albergar en su mayoría tiendas dedicadas al comercio de la comida y restaurantes. Estas tiendas venden utensilios de cocina, vajillas, muebles para restaurantes, hornos y decoraciones, entre otras cosas. En los últimos años, Kappabashi también se ha convertido en un destino turístico popular.

## Descripción
Se cree que el nombre de la calle proviene de los kappa (impermeables) de los residentes cercanos que estos colgaban para secar en el puente, o de un comerciante llamado Kihachi Kappaya que financió el proyecto para construir el río Shinhorikawa y así gestionar el agua. Sin embargo, debido al homófono con la popular criatura mítica kappa, las tiendas a lo largo de la calle han adoptado oficialmente al kappa como su mascota. Imágenes de kappas aparecen con frecuencia en el área, desde mercaderías hasta estatuas, incluso sitios web sobre el distrito. Cerca de Kappabashi se encuentra el templo Kappa-dera, donde los lugareños ofrecen pepino para apaciguar a los kappas.
En 2003, para conmemorar el 90 aniversario de la ciudad, fue erigida una estatua de kappa nombrada "Kawataro" en el Pocket Park, cerca de la intersección de Aibahashi. Los residentes dejan pepino y botellas de agua a los pies de la estatua como ofrenda. 